# Ceriagrion tenellum
Espèce

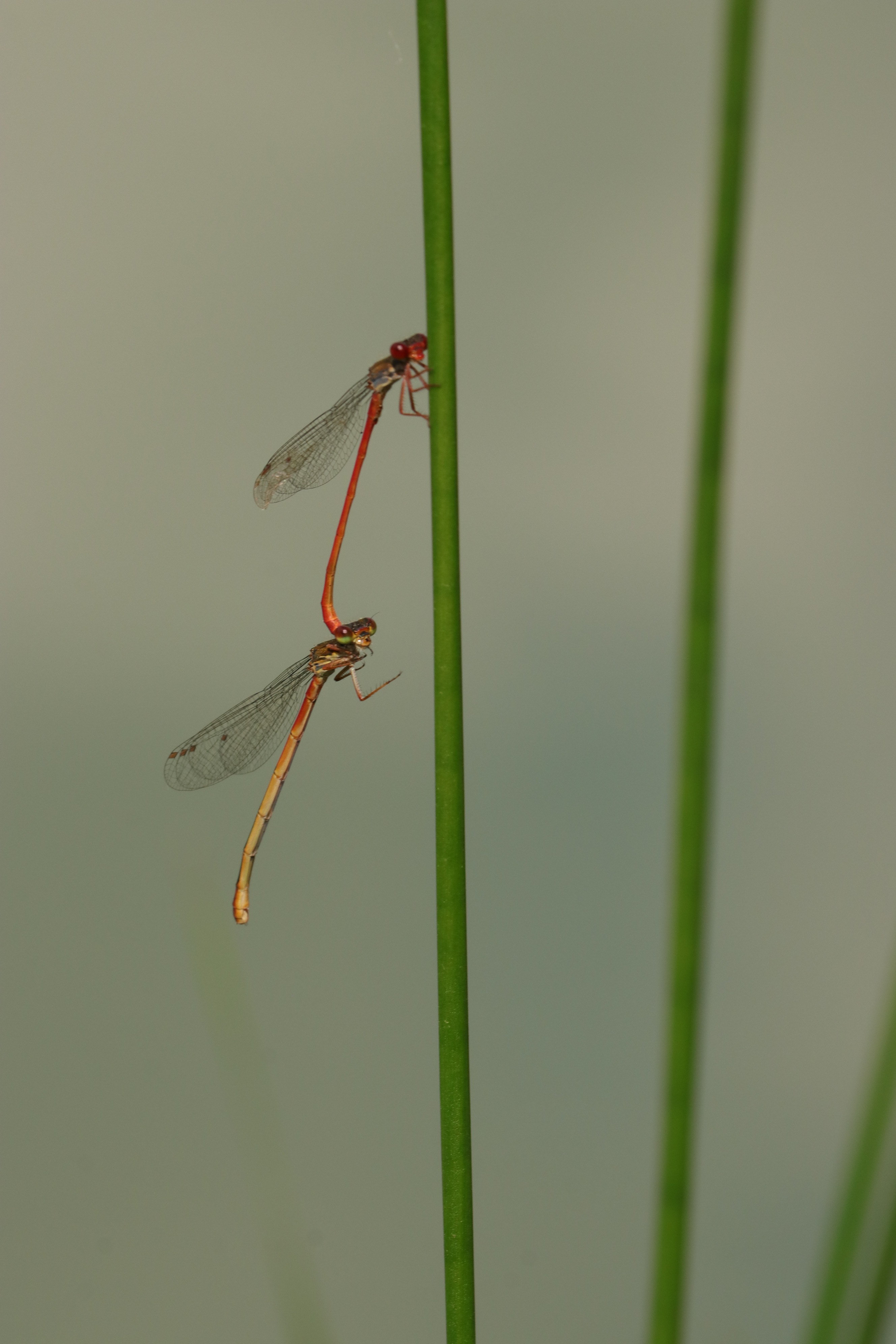
Tandem d'agrion délicat.

Ceriagrion tenellum, le cériagrion délicat ou l'agrion délicat, est une espèce d’insectes odonates (demoiselles) de la famille des Coenagrionidae. C'est l'unique espèce du genre Ceriagrion d'Europe et d'Afrique du Nord.

## Distribution
Nord du Maroc, de l'Algérie, de la Tunisie, dans la plus grande partie de l'Europe occidentale jusqu'au nord de l'Allemagne.

## Description
Corps long de 25 à 35 mm. Dessus du thorax noir bronzé sans tache rouge, les pattes et les ptérostigmas sont rougeâtres. Le mâle possède un abdomen entièrement rouge. La femelle est de coloration variable : son abdomen peut être entièrement rouge, dans d'autres cas, il est noir ou présente un mélange de rouge et de noir.

## Habitat, mode de vie

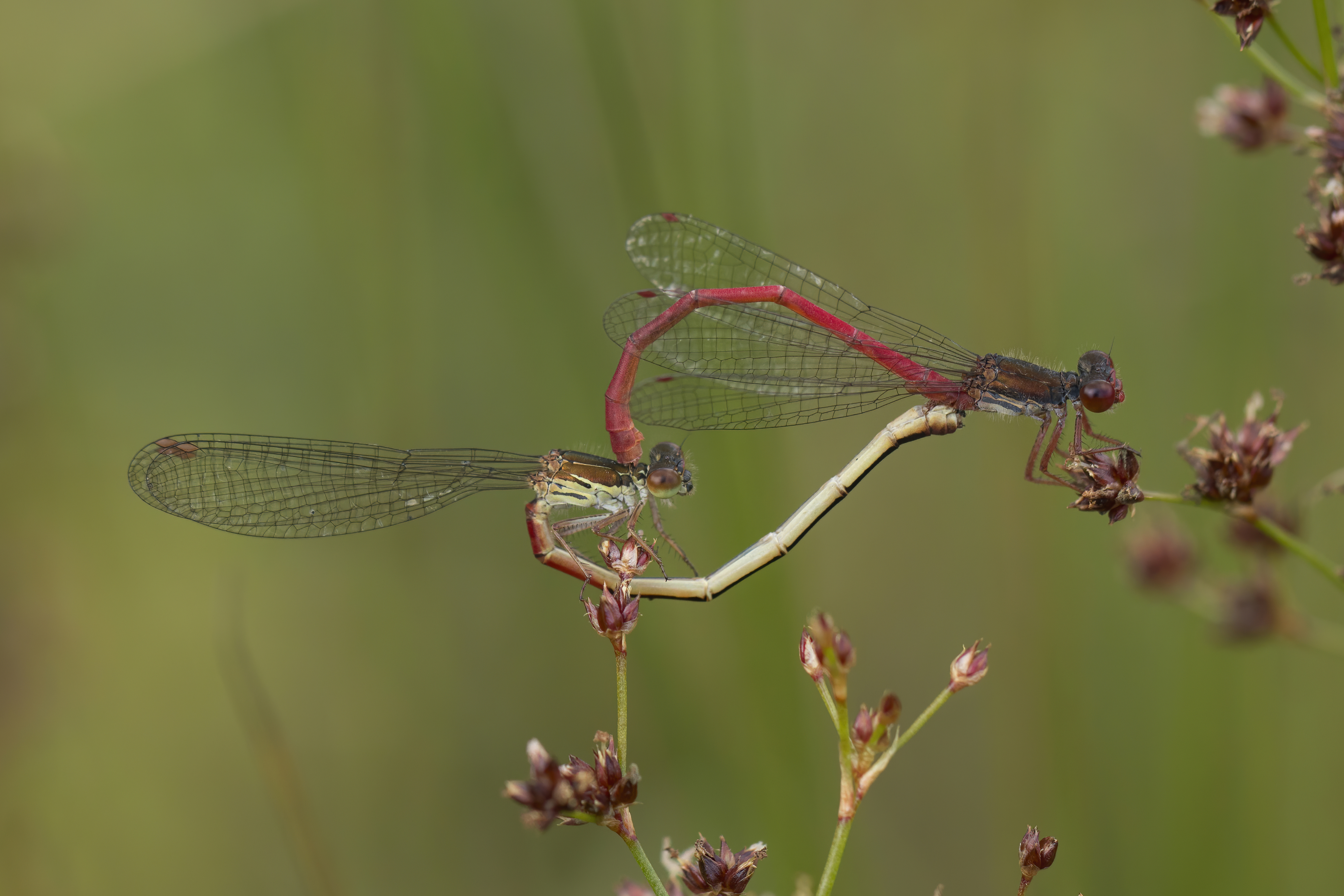
Un accouplement.

Cette espèce fréquente les petits ruisseaux ou les suintements ; dans le nord-ouest de son aire de dispersion, on la trouve aussi près des tourbières ou des étangs acides où se développent des sphaignes. Les imagos graciles se montrent depuis avril jusqu'à octobre ou moins longtemps selon la localisation, ils se dissimulent souvent dans la végétation près de l'eau et volent peu.

## Statut
En France, cette espèce est inscrite sur la liste rouge régionale des odonates du Nord-Pas-de-Calais comme étant vulnérable.